# دیوید سانچز (بازیکن فوتبال، زاده ۱۹۸۲)
دیوید سانچز (انگلیسی: David Sánchez؛ زادهٔ ۲۵ ژوئیهٔ ۱۹۸۲) بازیکن فوتبال اهل اسپانیا است.
از باشگاه‌هایی که در آن بازی کرده‌است می‌توان به باشگاه فوتبال دپورتیوو آلاوس، باشگاه فوتبال بارسلونا سی، باشگاه فوتبال رئال مورسیا، باشگاه فوتبال آلباسته بالومپیه، باشگاه خیمناستیک تاراگونا، باشگاه فوتبال الچه، باشگاه فوتبال بارسلونا بی، و باشگاه فوتبال بارسلونا اشاره کرد.
وی همچنین در تیم ملی فوتبال زیر ۱۸ سال اسپانیا بازی کرده‌است.